# Rushdisaidina
Rushdisaidina is een geslacht van uitgestorven kreeftachtigen uit de klasse van de Ostracoda (mosselkreeftjes).

## Soorten
- Rushdisaidina murri Bassiouni & Luger, 1990 †
- Rushdisaidina supracretacea (Bassiouni, 1970) Bassiouni & Luger, 1990 †